# Pseudamycus
Pseudamycus is een geslacht van spinnen uit de familie springspinnen (Salticidae).

## Soorten
De volgende soorten zijn bij het geslacht ingedeeld:
- Pseudamycus albomaculatus (Hasselt, 1882)
- Pseudamycus amabilis Peckham & Peckham, 1907
- Pseudamycus bhutani Żabka, 1990
- Pseudamycus canescens Simon, 1899
- Pseudamycus evarchanus Strand, 1915
- Pseudamycus flavopubescens Simon, 1899
- Pseudamycus hasselti Żabka, 1985
- Pseudamycus himalaya (Tikader, 1967)
- Pseudamycus sylvestris Peckham & Peckham, 1907
- Pseudamycus validus (Thorell, 1877)